# Olijfmangabey
De olijfmangabey (Cercocebus agilis)  is een zoogdier uit de familie van de apen van de Oude Wereld (Cercopithecidae). De wetenschappelijke naam van de soort werd voor het eerst geldig gepubliceerd door Milne-Edwards in 1886.

## Voorkomen
De soort komt voor in Equatoriaal Guinea, Kameroen, Noordoost-Gabon, de Centraal Afrikaanse Republiek, Congo-Brazzaville en Congo-Kinshasa.